# Ade Akinbiyi
Ade Akinbiyi, de son vrai nom Adeola Peter Oluwatoyin Akinbiyi (né le 10 octobre 1974 à Hackney, Angleterre) est un footballeur nigérian.